# Адольфо Валенсія
Адольфо Валенсія (ісп. Adolfo Valencia, нар. 6 лютого 1968, Буенавентура) — колумбійський футболіст, що грав на позиції нападника. На клубному рівні пограв у восьми різних країнах, в тому числі у вищих дивізіонах Німеччини, Іспанії та Італії. У складі національної збірної Колумбії учасник двох чемпіонатів і бронзовий призер Кубка Америки.

## Клубна кар'єра
У дорослому футболі дебютував 1988 року виступами за команду клубу «Санта-Фе», в якій провів п'ять сезонів, взявши участь у 159 матчах чемпіонату. Більшість часу, проведеного у складі «Санта-Фе», був основним гравцем атакувальної ланки команди. У складі «Санта-Фе» був одним з головних бомбардирів команди, маючи середню результативність на рівні 0,35 голу за гру першості.
Влітку 1993 року перейшов у німецьку «Баварію». 7 серпня 1993 року дебютував у Бундеслізі в грі проти «Фрайбурга» (3:1), в якому зробив дубль (2:0 на 15 і 3:0 на 24-й хвилинах). Загалом за сезон забив 11 голів у 25 матчах і став з командою чемпіоном Німеччини і найкращим бомбардиром команди, разом із Мехметом Шоллем. У другому сезоні він зіграв лише один раз: 27 серпня 1994 року, вийшовши на заміну на 59-й хвилині в грі проти «Боруссії» (Менхенгладбах) (3:0), після чого перейшов у мадридський «Атлетіко», у складі якого провів наступний сезони своєї кар'єри гравця. Тренерським штабом нового клубу також розглядався як гравець «основи».
Згодом недовго пограв за «Санта-Фе», а у сезоні 1996/97 грав за італійську «Реджяну», з якою зайняв останнє 18 місце у Серії А, після чого повернувся на батьківщину і грав за клуби «Америка де Калі» та «Індепендьєнте Медельїн». У складі першого з цих клубів 1997 року виграв чемпіонат Колумбії.
Протягом усього 1999 року захищав кольори грецького ПАОКа, а потім став гравцем клубу «Нью-Йорк Метростарс». У сезоні МЛС 2000 року забив 16 голів у 31 матчі і став найкращим бомбардиром команди. Наступного сезону результативність впала і колумбієць повернувся на батьківщину, де знову грав за рідний «Санта-Фе».
З літа 2002 року став грати у другому дивізіоні Китаю за «Ханчжоу Грінтаун», де грав з невеликою перервою на виступи за венесуельське «Маракайбо» аж о до закінчення кар'єри у 2004 році.

## Виступи за збірну
31 липня 1992 року дебютував в офіційних іграх у складі національної збірної Колумбії в матчі проти збірної США (1:0), в якому забив єдиний гол у грі. Наступного року у складі збірної був учасником розіграшу Кубка Америки 1993 року в Еквадорі, на якому команда здобула бронзові нагороди. Сам же Валенсія зіграв у п'яти матчах на турнірі, забивши два голи, в тому числі переможний гол у матчі за 3-тє місце проти Еквадору (1:0).
Згодом Адольфо зіграв на двох поспіль чемпіонатах світу — 1994 року у США та 1998 року у Франції. На першому з них він забив 2 голи: один гол на груповій стадії в матчі проти збірної Румунії і один гол у матчі проти Сполучених Штатів, а на другому також зіграв у всіх трьох матчах, але голів не забивав, а матч проти Англії став останнім для Валенсії у футболці збірної.
Всього протягом кар'єри у національній команді, яка тривала 7 років, провів у формі головної команди країни 38 матчів, забивши 14 голів.

## Особисте життя
Син, Хосе Адольфо, також став футболістом і виступав як і батько за «Санта-Фе».

## Досягнення
- Володар Кубка Колумбії: 1989
- Чемпіон Німеччини: 1993/94
- Чемпіон Колумбії: 1997
- Бронзовий призер Кубка Америки: 1993